# ヘイミッシュ・マッカン
ヘイミッシュ・マッカン（英: Hamish MacCunn, 1868年3月22日 - 1916年8月2日）は、スコットランドの作曲家、指揮者、教育者。
オペラやカンタータ、序曲、パートソング、器楽曲、歌曲などを作曲しており、いずれ作品でもスコットランドの様式が際立っている。ロンドンに居を構えつつも心からスコットランドの民謡を愛したマッカンは、生涯故郷の音楽と音楽界の第一人者であり続けた。

## 生涯
1868年にジェームズ・マッカン（James MacCunn）という名前でグリーノックに生まれた。。父は船舶主であった。1883年に奨学金を獲得するとロンドンへ赴き、王立音楽大学に入学。ヒューバート・パリーやチャールズ・ヴィリアーズ・スタンフォードの下で学んだ。
1887年11月5日に水晶宮で演奏された序曲『山と湖の国』で成功を収め、この曲をもってマッカンの名は広く知られることになる。続けて発表された作品は、いずれもスコットランド風に色付けされたものだった。1888年から1894年にかけてマッカンは王立音楽大学の教授を務め、そこで長きにわたるマーマデューク・バートンとの芸術的協力関係並びに親交を築いた。
1888年、何度か肖像画を描いてもらっていた画家のジョン・ペティの娘、アリソン・ペティ（Alison Pettie）と結婚。1人の息子を儲けた。ジョンは音楽にも熱心で、マッカンがキャリアを積むべく自作を披露する演奏会を企画した際に助力を行っていた。こうしたことがきっかけとなり、カール・ローザからスコットランドの題材に基づくオペラの委嘱を取り付けることになる。マッカンのオペラ処女作となる『Jeanie Deans』では指揮者も務め、1894年11月15日にエディンバラの王立ライシーアム劇場で初演された。オペラ『Diarmid』（Marquis of Lomeのリブレット）は1897年10月23日にロイヤル・オペラ・ハウスで上演された。彼は数年間にわたってカール・ローザのオペラ興行会社で、その後は他の会社も指揮者を務めた。
しかし作曲、指揮、教職と、多忙を極めたスケジュールは次第に健康を蝕み、1916年に48歳の若さでこの世を去った。

## 主要作品

### 管弦楽曲
- 1883 - 幻想序曲 （未完）
- 1885 - 序曲『Cior Mhor』 （初演：1885年10月27日、ロンドン、水晶宮）
- 1886-87 - 演奏会場序曲『山と湖の国』 Op.3 （初演：1887年11月5日、ロンドン、水晶宮）
- 1887 - バラード『The Ship o’ the Fiend』 Op.5 （初演：1888年2月21日、ロンドン、セント・ジェームズ・ホール）
- 1888 - バラード『The Dowie Dens o’ Yarrow』 Op.6 （初演：1888年10月13日、ロンドン、水晶宮）
- 1896 - 組曲『Highland Memories』 Op.30 （初演：1897年3月13日、ロンドン、水晶宮）
- 1900-09 - Four Dances

### 声楽曲
- 1882-84 - カンタータ『The Moss Rose』 （初演：1885年12月10日、ロンドン、ロイヤル・アルバート・ホール[ウェスト・シアター]）
- 1887 - カンタータ『Lord Ullin's Daughter』 （初演：1888年2月18日、ロンドン、水晶宮）
- 1886-88 - カンタータ『Bonny Kilmeny』 Op.2 （初演：1888年12月13日、エディンバラ、クイーンズ・ストリート・ホール）
- 1888 - カンタータ『The Lay of the Last Minstrel』 Op.7 （初演：1888年12月18日、グラスゴー・シティー・ホール）
- 1889 - カンタータ『The Cameronian's Dream』 Op.10 （初演：1890年1月27日、エディンバラ、クイーンズ・ストリート・ホール）
- 1890 - 合唱とオルガンのための詩篇8篇 （初演：1890年5月1日、エディンバラ第2回工業博覧会）
- 1891 - カンタータ『Queen Hynde of Caledon』 Op.13 （初演：1892年1月28日、グラスゴー・シティー・ホール）
- 1900 - 独唱、合唱と管弦楽のための『The Masque of War and Peace』 （初演：1900年2月13日、ロンドン、ハー・マジェスティーズ・シアター）
- 1905 - カンタータ『The Wreck of the Hesperus』 （初演：1905年8月28日、ロンドン、コリシーアム劇場）
- 1908 - 独唱、合唱と管弦楽のための『The Pageant of Darkness and Light』 （初演：1908年6月4日、ロンドン、農業ホール）
- 1912 - 独唱、合唱と、もしくはまたはオルガンのための『Livingstone the Pilgrim』 （初演：1913年3月19日、ロンドン、ロイヤル・アルバート・ホール）
- 1896-1913 - 合唱と管弦楽のための『Four Scottish Traditional Border Ballads』 （Kinmont Willie; The Jolly Goshawk; Lamkin; The Death of Parcy Reed） （初演：第1番から第3番までは1921年4月19日、シェフィールド、ヴィクトリア・ホール; 第4番は1925年3月25日、ロンドン、クイーンズ・ホール）

### オペラ
- 1894 - オペラ『Jeannie Deans』 （初演：1894年11月15日、エディンバラ、ライシーアム劇場）
- 1897 - オペラ『Diarmid』 Op.34 （初演：1897年10月23日、ロンドン、コヴェント・ガーデン・シアター）
- 1904 - コミック・オペラ『Prue』 （未完）
- 1905 - ライトオペラ『The Golden Girl』 （初演：1905年8月5日、バーミンガム、プリンス・オブ・ウェールズ・シアター）
- Breast of Light Op.36 （未完）